# Baraga (Míchigan)
Baraga es una villa ubicada en el condado de Baraga, Míchigan, Estados Unidos. Según el censo de 2020, tiene una población de 1883 habitantes.
En la localidad existe una comunidad de indígenas ojibwa, que opera el casino local. La comunidad tiene su propia policía tribal, una biblioteca y una marina propia sobre la bahía Keenaway.

## Geografía
La localidad está ubicada en las coordenadas 46°46′31″N 88°30′4″O / 46.77528, -88.50111. Según la Oficina del Censo de los Estados Unidos, Baraga tiene una superficie total de 5.63 km², de la cual 5.51 km² corresponden a tierra firme y 0.12 km² es agua.

## Demografía
Según el censo de 2020, hay 1883 personas residiendo en Baraga. La densidad de población es de 341.74 hab./km². El 37.17% de los habitantes son blancos, el 31.44% son afroamericanos, el 22.84% son amerindios, el 0.11% son asiáticos, el 0.90% son de otras razas y el 7.54% son de una mezcla de razas. Del total de la población, el 1.17% son hispanos o latinos de cualquier raza.